# Ахтанізовські лимани
Ахтані́зовські лима́ни — група лагунових водойм, які належать до Таманської системи Кубанських лиманів (на терені Темрюцького району).
- Площа понад 110 км².
- Середня глибина 1,1 м.

Ахтанізовські лимани з трьох боків обмежені уривистими берегами, є нижньою частиною схилів давніх піднять. Східний берег, на противагу іншим, ледь височіє над дзеркалом води. Це єдина група дельтових водойм, що має безпосередній контакт з річкою Кубань протягом усього року.
Ахтанізовська група об'єднує два лимани — Ахтанізовський і Старотитарівський, між якими розташовується височина Дубовий Ринок. Файний зв'язок із Азовським морем (через Пересипське гирло) забезпечує активне скочування в молоді осетрових й інших прохідних і полупрохідних риб.